# Eliška Nezvalová
Eliška Burkert Nezvalová (* 2. prosince 1979, Havířov) je česká herečka.
Během studia na pražské Státní konzervatoři, kde byli jejími pedagogy Jaroslav Satoranský a Jana Preissová, hostovala od roku 1998 v Divadle Na Fidlovačce. Fidlovačka se stala její domovskou scénou, ztvárnila zde například Florence v komedii Podivná paní S. a jejím pokračování Paní S. v rozpacích nebo titulní roli v inscenaci Venuše nosí XXL.
Příležitostně hraje v televizi, objevila se v seriálech Zdivočelá země, Nemocnice na kraji města po dvaceti letech, Ordinace v růžové zahradě a Proč bychom se netopili a v pohádce O království z nudlí a štěstí bez konce (2009).
Od roku 2002 se věnuje dabingu. Pro Českou televizi nadabovala například Julii Roberts v pohádce Hook nebo Marilyn Monroe v oscarovém Vše o Evě, pro HBO/Cinemax mimo jiné Cameron Diaz ve filmu Strach a hnus v Las Vegas a pro televizi Prima například Jane Birkin ve filmu Bazén. Z větších seriálových rolí to byla např. postava Caroliny Leal Solís v Internátu nebo postava Jadzie Dax ve sci-fi Star Trek: Stanice Deep Space Nine.
Na Pražské konzervatoři vyučuje jevištní řeč.